# Kopalnia Węgla Kamiennego Miechowice
Kopalnia Węgla Kamiennego Miechowice (do 1945 roku niem. Preussengrube) – kopalnia węgla kamiennego w Bytomiu-Miechowicach, która funkcjonowała jako samodzielny zakład od 1902 do 1996 roku, kiedy to została połączona z Kopalnią Węgla Kamiennego Bobrek.

## Historia

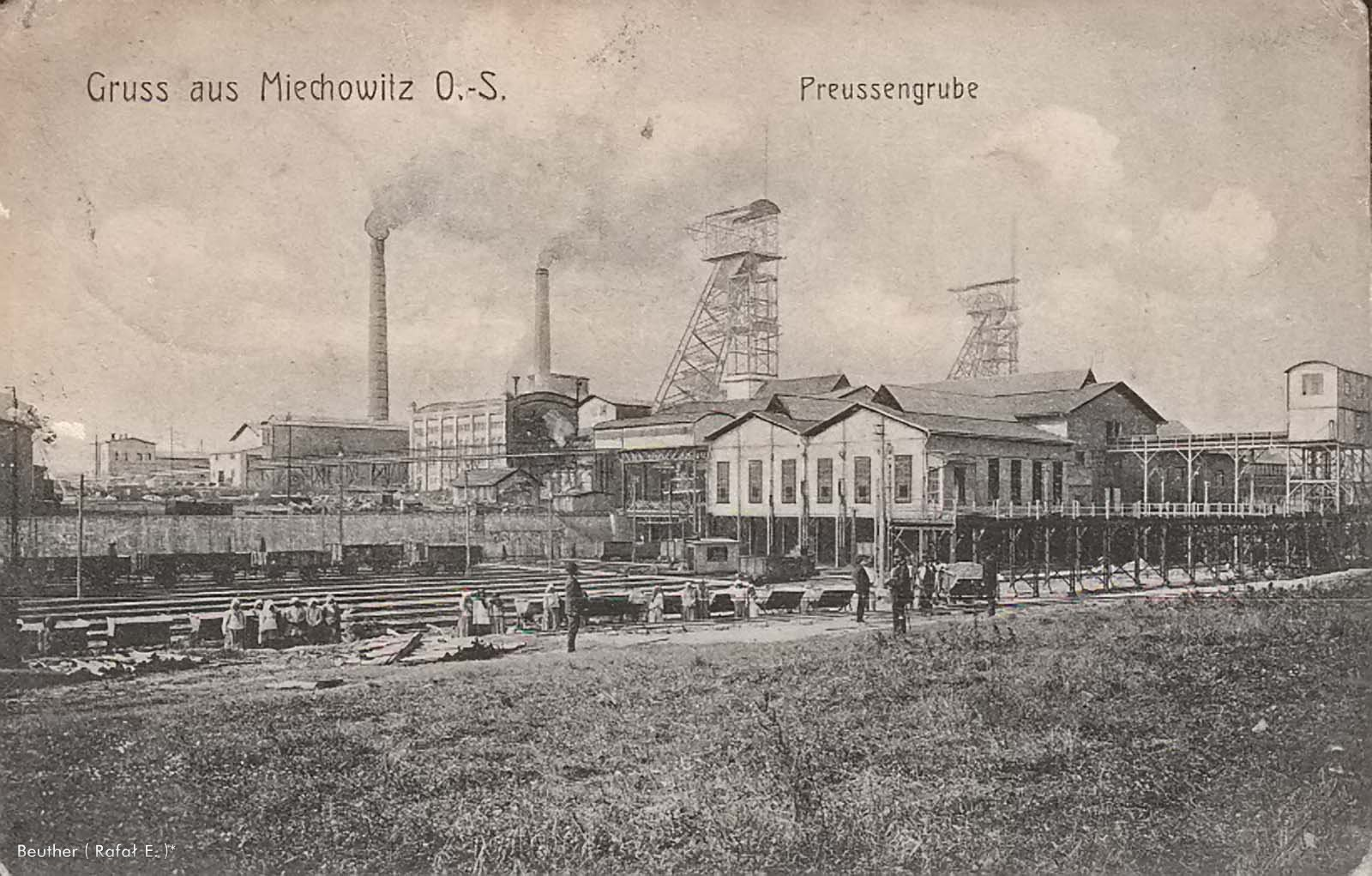
Kopalnia Preussen na pocztówce (około 1913)

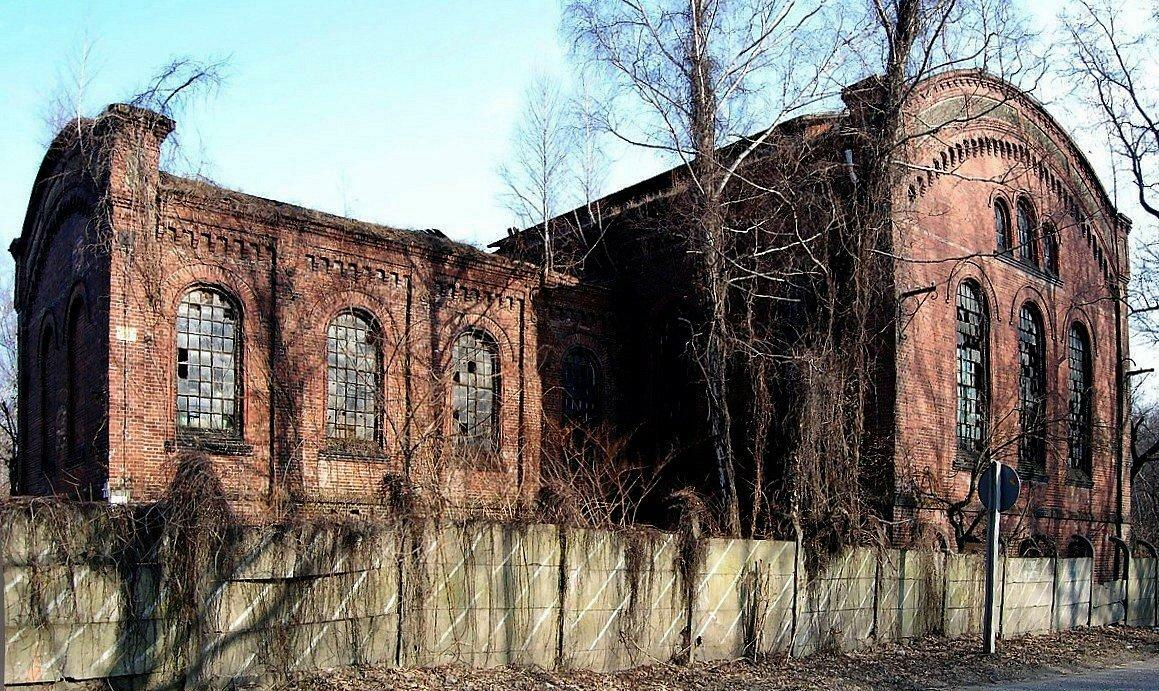
Zabudowania szybu Zachodniego (2012)

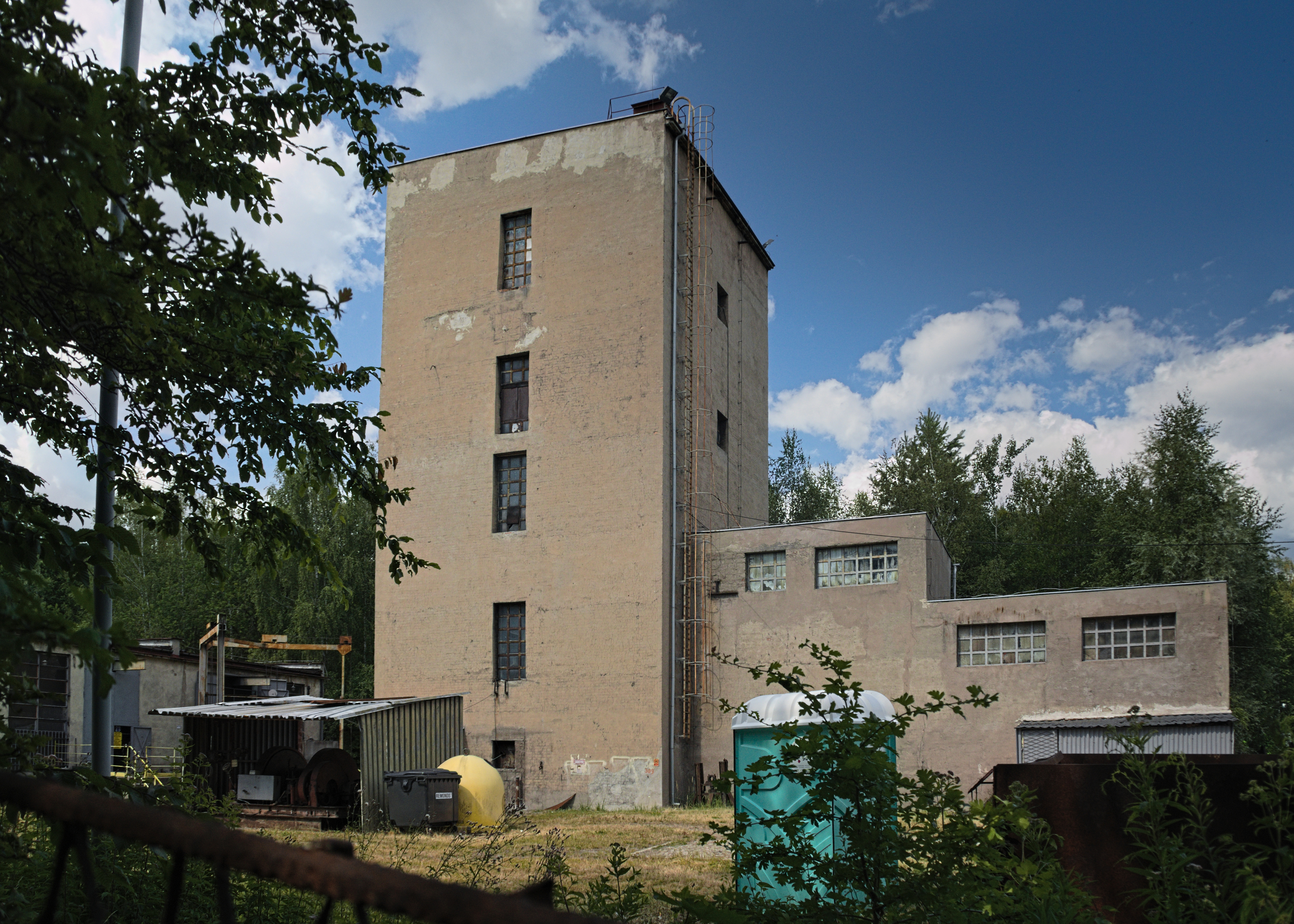
Zabudowania szybu Ignacy (2019)

Budowę kopalni w Miechowicach rozpoczęto w 1899 roku. Została utworzona w 1900 roku przez połączenie kilku pól górniczych i była własnością Franza Huberta von Tiele-Wincklera (zob. Tiele-Wincklerowie). Wydobycie węgla rozpoczęto w 1902 roku. Do 1945 roku kopalnia nosiła nazwę Preussen. Od 1945 roku weszła w skład Zabrzańskiego Zjednoczenia Przemysłu Węglowego.
Od 27 lipca 1945 roku przy kopalni działał obóz pracy przymusowej, powołany przez polskie komunistyczne władze. Przebywali w nim, pracując niewolniczo jeńcy z armii niemieckiej, uznana za niemiecką miejscowa ludność cywilna oraz więźniowie polityczni.
W 1993 roku w kopalni doszło do silnego wstrząsu, w wyniku którego zginęło 6 górników, co upamiętniono pomnikiem. W ramach procesu restrukturyzacji w 1996 roku kopalnia została połączona z kopalnią Bobrek pod wspólną nazwą Bobrek-Miechowice. W 1999 roku kopalnia Bobrek-Miechowice została postawiona w stan likwidacji, a na jej bazie powstał Zakład Górniczy Bytom III. W 2005 roku większość szybów i budynków została zlikwidowana, pozostawiono m.in. szyb Ignacy. Na pokopalnianym terenie doszło w tym czasie do wypadków, którym uległy osoby zbierające złom.
22 marca 2017 roku budynki szybu Zachodniego zostały wpisane do rejestru zabytków nieruchomych województwa śląskiego.